# Білоруське товариство
Білоруське товариство (рос. Белорусское общество) — угруповання інтелігенції та чиновників, а також представників заможної частини білоруських селян, які орієнтувалися на союз з царським урядом, аби з його допомогою придбати землі польських поміщиків. Існувало в 1908 — першій половині 1910-х років. Виникло у Вільнюсі на основі товариства «Селянин». Діяльність товариства очолювало правління (10 осіб); голови — Солоневич, з серпня 1911 — Коронкевич. Друковані органи — газети «Белорусская жизнь», «Северо-Западная жизнь», «Білоруський вісник».
Товариство орієнтувалося на західнорусизм, головним завданням вважало «розвиток у білоруській народності самосвідомості на засадах російської державності». Білоруське товариство було провідником шовіністичної політики царизму в Білорусі, отримувало субсидії від урядового адміністративно-бюрократичного апарату, підтримувало зв'язки з правими депутатами 3-й Державної думи. Намагалося дискредитувати білоруський національно-визвольний рух, викликати репресії проти газети «Наша нива». Підтримувало Столипінську аграрну реформу. На з'їзді представників села Північно-Західного краю (кінець 1908 — початок 1909 року, Вільнюс), скликаному Товариством спільно з депутатами Думи, наполягало на більш інтенсивноиу проведенні хуторизації у Віленській та Гродненській губерніях.
Під час обговорення 1909—1910 законопроєкту про введення земства в західних губерніях товариство домогалося об'єднання всього «російського» (білоруського) православного населення з російськими поміщиками на платформі шовінізму для боротьби проти «польського засилля». До початку Першої світової війни пішло з політичної арени.